# 結木ゆな
結木 ゆな
（ゆうき ゆな、1997年6月9日 - ）は、日本の声優。千葉県出身。放映新社（HOUEISHINSHA Co.LTD）所属。

## 人物
身長164cm。趣味・特技はピアノ、チューバ、作曲。

## 出演

### テレビアニメ
- ラブライブ!スーパースター!!（2021年 - 2024年、柊摩央[3]） - 3シリーズ[一覧 1]
- きいてよ！ぼてん君（2021年、杢キリン他[4]）

### インターネット配信
- 結木ゆなの Juicy→Juicy（2021年、stand.fm） - 木曜レギュラー担当[1]

### テレビドラマ
- 暴太郎戦隊ドンブラザーズ（2022年、アナウンサー[5]）

### 雑誌
- 「B.L.T. VOICE GIRLS Vol.46」グラビア＆インタビュー記事掲載

### CM
- ほっともっと(サウンドロゴ)

### シリーズ一覧
1. ↑  第1期（2021年）、第2期（2022年）、第3期（2024年）